# Chilicola hahni
Chilicola hahni là một loài Hymenoptera trong họ Colletidae. Loài này được Herbst mô tả khoa học năm 1923.